# Lady Davina Windsor
Lady Davina Windsor (* 19. listopadu 1977, Londýn) je dcera Richarda, vévody z Gloucesteru a jeho manželky Birgitte, vévodkyně z Gloucesteru. V letech 2004–⁠2018, po dobu svého manželství, užívala příjmení Lewis.

## Život
Narodila se 19. listopadu 1977 v Londýně jako dcera Richarda, vévody z Gloucesteru a jeho manželky Birgitte, vévodkyně z Gloucesteru. Dne 19. února 1978 byla v Barnwell Parish Church pokřtěna. Studovala na Kensington Preparatory School v Notting Hill a později na St George's School, Ascot. Na University of the West of England získala titul z mediálních studií.
Dne 31. července 2004 se vdala za Novozélanďana Garyho Christie Lewise. Její v současnosti již bývalý manžel je prvním maorským potomkem, který se oženil s příslušnicí britské královské rodiny. Jejich manželství bylo rozvedeno v roce 2018. Spolu mají dvě děti:
- Senna Kowhai Lewis (* 22. června 2010)
- Tāne Mahuta Lewis (* 25. května 2012)

Lady Davina se zúčastňuje některých akcí královského rodu jako např. svateb. Byla přítomna také na korunovaci krále Charlese III. v roce 2023.